# Piotr Sowisz
Piotr Sowisz (Wodzisław Śląski, 10 september 1971) is een voormalig Pools voetballer.

## Carrière
Piotr Sowisz speelde tussen 1989 en 2006 voor Odra Wodzisław, Kyoto Purple Sanga, Tłoki Gorzyce, Świt Nowy Dwór Mazowiecki, Przyszłość Rogów en Start Mszana.